# Ceryx lamottei
Ceryx lamottei är en fjärilsart som beskrevs av Sergius G. Kiriakoff 1963. Ceryx lamottei ingår i släktet Ceryx och familjen björnspinnare. Inga underarter finns listade i Catalogue of Life.